# Manuel da Costa
Manuel da Costa, portugalski jezuit, teolog in misijonar, * 1541, Lizbona, † 25. februar 1604.
1. 1 2 3  Nacionalna zbirka normativnih podatkov Češke republike